# Albert Clerc
Pour les articles homonymes, voir Clerc.
Albert Clerc (né à Besançon le 25 juin 1830, décédé à Saint-Denis-en-Val le 11 juin 1918) était un champion français du jeu d'échecs. Il remporte à Paris le tournoi de 1856, termine à la neuvième place en 1878, puis à la seconde en 1880, quatrième en 1881, obtient une victoire en 1883, puis prend la quatrième place en 1890 et 1892. Il fut notamment fait chevalier de l'Ordre national de la Légion d'honneur en 1885 puis officier en 1897.
Il fut conseiller à la cour d'appel de Paris.